# Mordor Macula

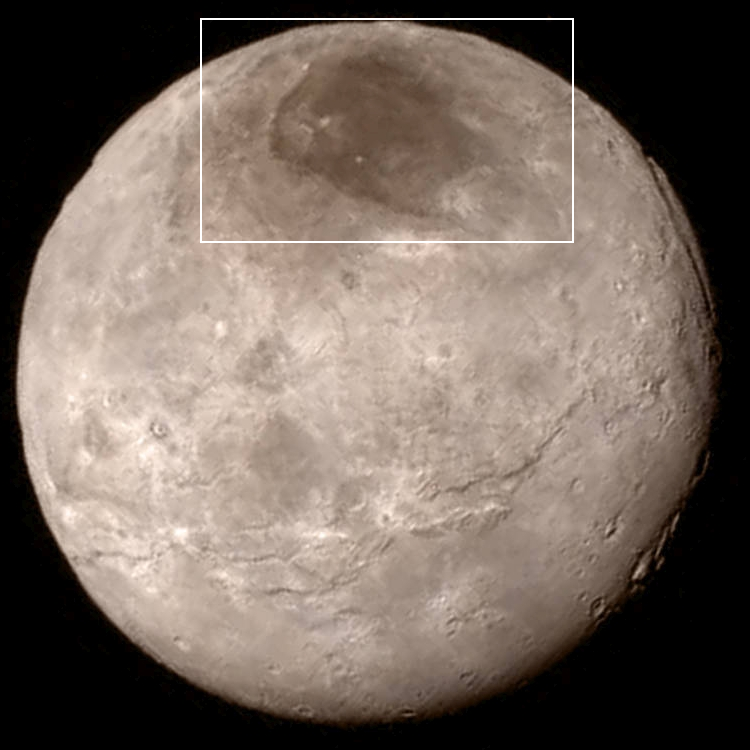
Mordor Macula se află la polul nord al lui Charon.

Mordor Macula /'mor.dor 'ma.ku.la/ este numele informal pentru o zonă roșie mare cu un diametru de aproximativ 475 km în apropierea polului nord al lui Charon, cel mai mare satelit al lui Pluto. A fost numit după tărâmul negru numit Mordor din Stăpânul inelelor de J.R.R. Tolkien.

## Origine
Originea lui Mordor Macula nu este complet înțeleasă. Ar putea fi o acumulare de gaze înghețate capturate din atmosfera lui Pluto, un bazin de impact mare, sau ambele. O ipoteză este că azot și metan scapă din atmosfera lui Pluto, iar apoi se depun pe polii reci ai lui Charon, unde lumina ultravioletă împrăștiată transformă moleculele în toline. Această ipoteză presupune că o zonă roșie similară ar trebui să existe la polul sud al lui Charon —iar dovezi indirecte sugerează că aceasta ipoteză este adevărată.